# Cerapteroceroides
Cerapteroceroides is een geslacht van vliesvleugeligen uit de familie Encyrtidae. De wetenschappelijke naam van dit geslacht is voor het eerst geldig gepubliceerd in 1904 door Ashmead.

## Soorten
Het geslacht Cerapteroceroides omvat de volgende soorten:
- Cerapteroceroides angustifrons Singh & Agarwal, 1991
- Cerapteroceroides ericeri Jiang, 1984
- Cerapteroceroides fortunatus (Ishii, 1925)
- Cerapteroceroides ghorpadei Hayat, 2003
- Cerapteroceroides japonicus Ashmead, 1904
- Cerapteroceroides latifrons Singh & Agarwal, 1991
- Cerapteroceroides parmirabilis (Fatima & Shafee, 1994)
- Cerapteroceroides similis (Ishii, 1925)
- Cerapteroceroides zhengzhouensis Shi, 1988